# Blätter aus Krain
Blätter aus Krain je bila tedenska priloga časniku Laibacher Zeitung. Izhajala je pri tiskarni Kleinmayr med letoma 1857-1865. Urednik priloge je bil Fedor Bamberg. Članki so se ukvarjali s slovensko zgodovino, etnografijo, našle pa so se tudi novele in pesmi.
Od slovenskih avtorjev velja omeniti Leopolda Alešovca, Luiso Pesjak in Leopolda Kordescha. Od nemškogovorečih avtorjev se najdejo tudi pesmi Franza Grillparzerja, Anastasiusa Grüna, Augusta Dimitza. 